# 국화와 칼
《국화와 칼》(영어: The Chrysanthemum and the Sword: Patterns of Japanese Culture)은 미국의 문화인류학자 루스 베네딕트가 일본 문화에 대해 연구, 분석하여 쓴 책이다. 제2차 세계대전이 막바지에 달한 1944년 6월에 미국 정부의 의뢰를 받은 베네딕트는 일본문화에 대해 연구한후 「일본인의 행동 패턴(Japanese Behavior Patterns)」이라는 보고서를 작성하였는데, 이 보고서의 내용을 다시 정리하여 일반 대중을 위하여 1946년에 책으로 출판하였다. 일관성이 없는 것처럼 보여 미국인들이 이해하기 힘든 일본인의 행동 및 성격을 문화인류학적인 관점에서 접근하여, 일본인이 가지고 있는 극단적인 이중성을 날카롭게 해부했다.
전후 일본과 일본인에 대해 가장 잘 설명한 대표적인 책으로 널리 알려져 있으며 일본 문화나 일본에 대해 알고자 하는 서양인들이 반드시 읽어야 하는 고전으로 분류되기도 한다. 2차대전(태평양전쟁)의 전세가 미국에게 유리하게 기울자 미국은 일본의 항복을 이끌어내기 위한 향후 전쟁수행 전략과 종전후 일본 관리 정책을 수립하기 위해 일본에 대해 연구를 의뢰했다. 내용에 대한 비판이 있기는 하지만 미국의 대일본 전략과 정책 수립에 큰 영향력을 발휘했던 것만은 사실이다.
베네딕트는 일본 문화를 대표할 수 있는 상징물로 '국화'와 '칼'을 꼽았다. 국화는 평화를 상징하고 칼은 전쟁을 상징한다. 차 한 잔을 마시는 데도 도(道)를 운운하는 일본인들은 섬세한 미학적 세계를 추구하고 평화를 좋아하지만 때로는 잔인하게 상대를 살상하는 야만성, 즉 전쟁과 폭력을 선호하기도 한다. 그녀는 이를 설명하고자 했으며, 평화와 전쟁만큼 극단적 수준의 양면성과 모순을 동시에 가지고 있는 민족성과 일본 문화를 다각도로 탐색하였고, 집단지향적이면서 일본 특유의 수직적 문화인 '계층제도' 그리고 온(恩), 기무(義務), 기리(義理) 등을 설명함에 있어서 문화인류학적인 접근을 통하여 깊이 있게 탐구, 분석하였다.

## 저술 배경

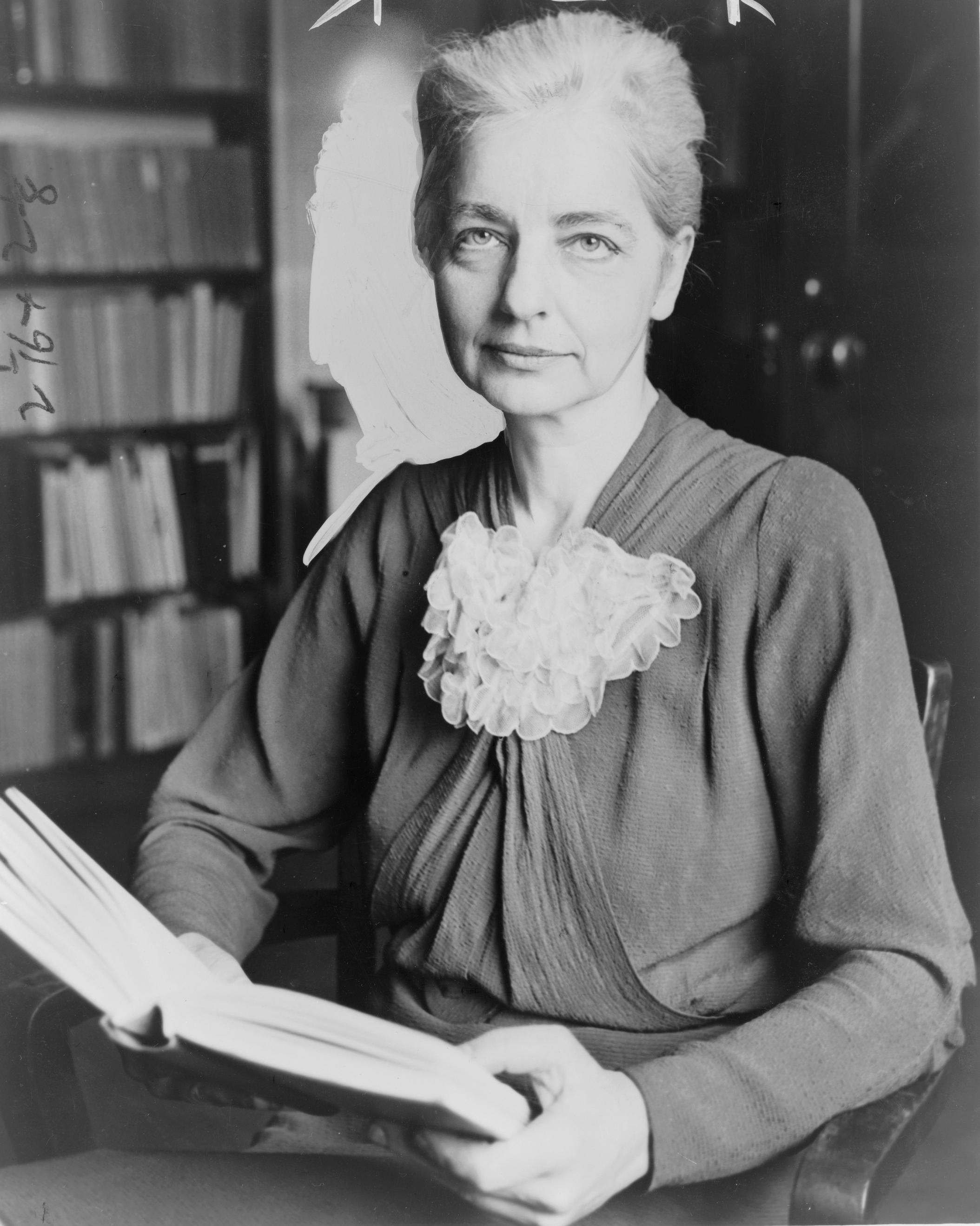
루스 베네딕트 (1887~1948)

태평양 전쟁이 한창이던 1944년 6월 당시 전세는 미국에게 유리하게 기울었으나 미국 정부는 일본인, 일본 문화에 대한 지식이 부족한 상태였다. 일본은 과거에 미국이 싸웠던 나라들 가운데 가장 낯선 적으로 전쟁중에 보인 일본인들의 전쟁에 임하는 자세나 행동양식은 매우 이질적이었기에 미국을 상당히 당황스럽게 만들었다. 미국 국무부는 일본이 항복 후 어떻게 반응할 것인지를 예측하기 위해 일본인과 일본 문화에 대해 연구해줄 것을 인류학자 루스 베네딕트에게 위촉했다.
전쟁 중이었기에 베네딕트는 일본에 직접 갈 수 없었다. 그래서 미국에 거주 중이던 일본인 이민자와의 인터뷰, 미국 내의 일본학 연구자들과의 협조, 영화, 도서 등을 통해 일본과 일본인에 대해 연구했다. 국화는 일본인의 예술성, 예의, 충, 효 등 아름다움을 의미하며 그와 대조되는 이미지의 칼은 일본인의 무(武)에 대한 숭상, 전쟁, 폭력을 나타낸다.

## 의도
일본에 관해 잘 아는 미국인 등을 통하여 일본과 일본인에 대한 학술연구를 하였다. 동시에 일본의 역사와 문화, 사회풍습과 그들의 생활상 등을 면밀히 연구하면서 미국인의 시선에서 일본이라는 동양의 나라와 일본인들의 인품과 심리 등을 학술적으로 연구하여서 미국인들에게 일본과 일본인의 본심과 의의 등을 학술연구상으로 저술하게 되었다.
여기에서 저자는 미국인들의 생활상과 다르게 보이는 일본인들의 생활상을 통해서 겉으로는 친절하고 미소를 짓는 모습과는 달리 속으로는 칼이라는 무기를 통해서 침략을 일삼아왔던 일본인의 야심과 야욕 그리고 그들의 의도를 인류학적으로 연구하면서 태평양 전쟁을 통해 적대관계가 된 일본과 일본인의 실체를 책 내용을 통해서 소개하고 있다.

## 주요 내용
- 계층 제도(hierarchy)
- 대동아

## 평가
이 책은 단순한 일본 기행문이나 견문기가 아니라 엄밀한 학문적 연구서로서, 문화 인류학이라는 학문적 방법론에 의거하여 일본 문화를 전문적으로 연구, 분석하고 있다. 평균적인 일본인의 행동과 사고의 형태를 분석함에 있어서 '국화'와 '칼'이라는 두 가지 상징의 극단적 형태를 취했다.
저자는 일본을 단 한번도 직접 방문한 적이 없다는 점에서 매우 큰 흥미를 유발시키기도 한다. 이는 부분적인 작은 체험으로 인해 주관적 판단에 함몰된 채 객관성을 상실하고 편협성을 띠게 함으로 전체적인 방법론을 망쳐 놓을 수도 있으며, 따라서 학문연구에 있어서 그 대상을 직접 목격하지 않는 쪽이 보다 엄밀할 수도 있다는 가능성을 이 저서가 입중하고 있다 하겠다.

## 같이 보기
- 혼네와 다테마에